# Nacionalidad boliviana
La nacionalidad boliviana es el vínculo jurídico que liga a una persona física con el Estado boliviano y que le atribuye la condición de ciudadano. Es tanto un derecho fundamental como el estatuto jurídico de las personas. Por esta relación, el individuo disfruta de unos derechos que puede exigir al Estado y este puede imponerle el cumplimiento de una serie de obligaciones y deberes.
Bolivia es un estado miembro de la Comunidad Andina y Mercosur; por lo tanto, todas las personas que sean titulares de un pasaporte boliviano o un Cédula de identidad tienen derecho a circular, trabajar y vivir libremente sin necesidad de un visado en cualquier país de América del Sur, exceptuando a Guyana.

## Adquisición de la nacionalidad boliviana
Los bolivianos pueden adquirir la nacionalidad por nacimiento o por naturalización. Las normas actuales sobre nacionalidad no establecen cómo se puede volver a adquirir la nacionalidad boliviana si se ha perdido previamente.

### Por derecho de nacimiento
- Los nacidos dentro del territorio de Bolivia, excepto los hijos de diplomáticos extranjeros.[1]
- Los nacidos en el extranjero de padres bolivianos, que hayan sido inscritos formalmente por funcionario diplomático o consular en el Registro Civil de Nacimientos de Bolivia.[3]

### Por naturalización
La naturalización exige que el extranjero declare de manera explícita y voluntaria que desea adquirir la nacionalidad boliviana, debiendo cumplir con los procedimientos previstos en la “Ley de Migración del 8 de mayo de 2013 y su Decreto Supremo Nº 1923 del 13 de marzo de 2014”. Las solicitudes son tramitadas por la Dirección General de Migración y la naturalización se concede mediante resolución del Presidente de Bolivia. Los requisitos de elegibilidad incluyen:
- Extranjeros con residencia ininterrumpida de al menos tres años; o [3]
- Las personas casadas con bolivianos, las que tengan hijos bolivianos, las que hayan sido adoptadas siendo hijos de padres bolivianos o las que hayan prestado servicio militar o legislativo al país y que tengan residencia legal en el país por un mínimo de dos años.[3]

## Pérdida de la nacionalidad boliviana
La Constitución de 2009 no contiene ninguna disposición sobre cómo se pierde la nacionalidad. Establece que la nacionalidad no se puede perder por el matrimonio con un extranjero ni por la obtención de otra nacionalidad.

## Doble nacionalidad
El Decreto Supremo 27698, emitido el 24 de agosto de 2004, estableció que la doble nacionalidad es aceptable en Bolivia.